# Pomniki przyrody w Gdańsku

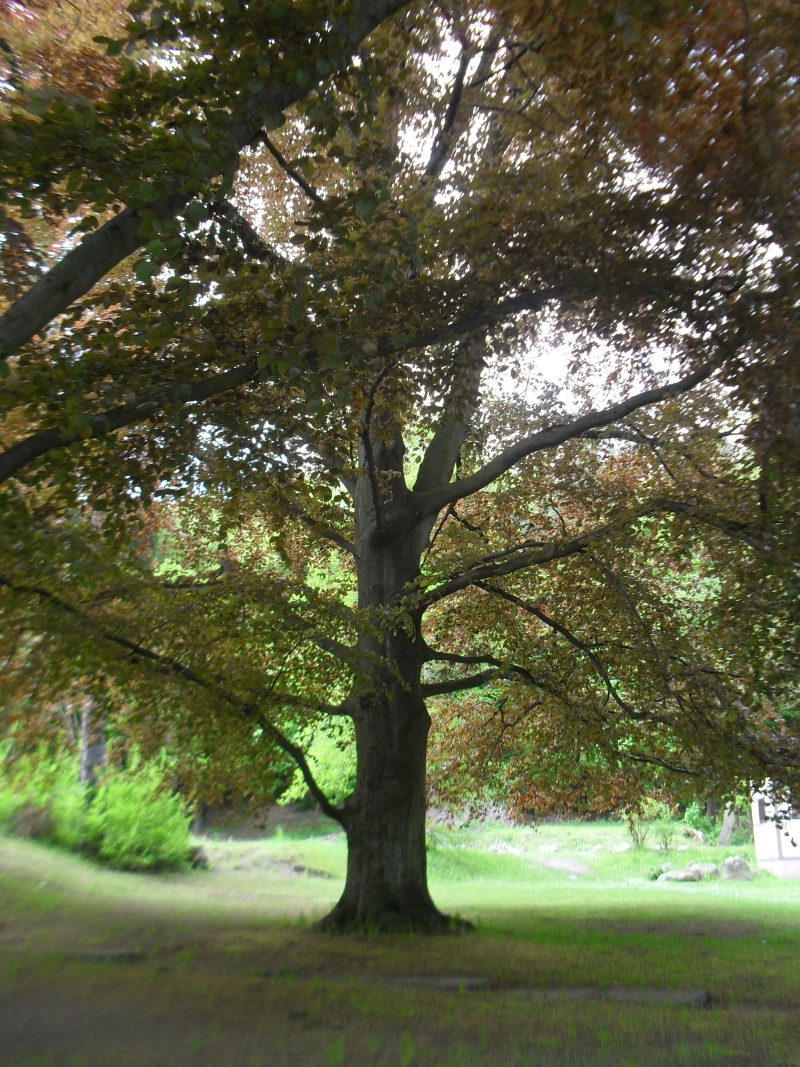
Buk zwyczajny odm. czerwonolistnej przy ul. Czyżewskiego 31

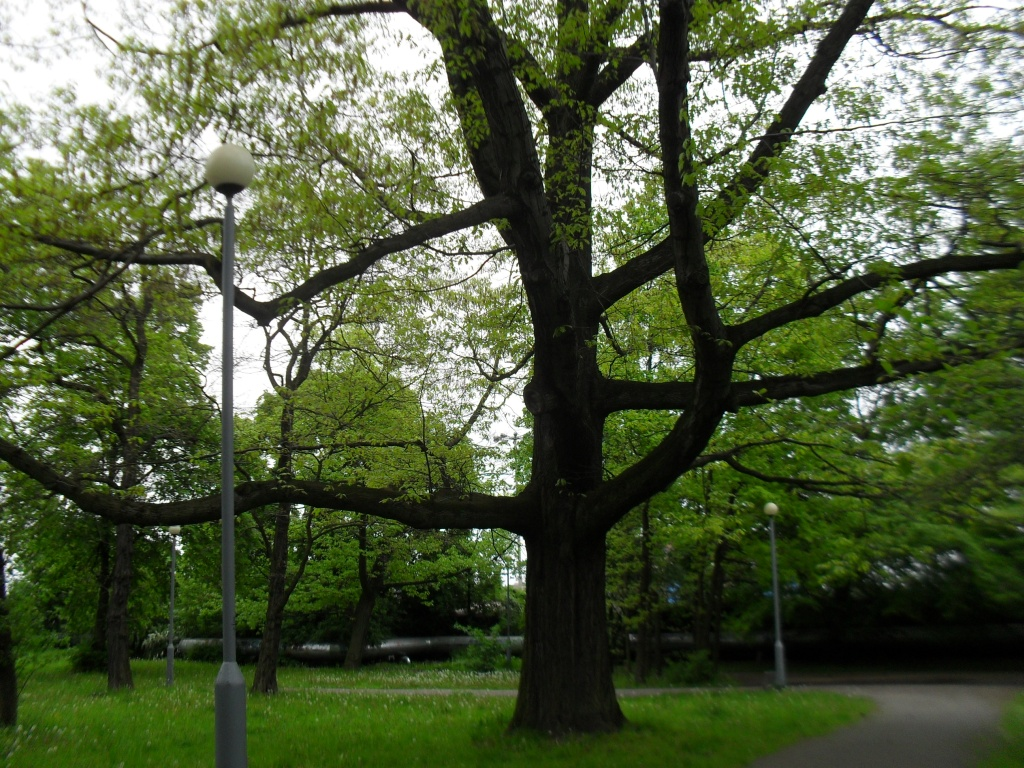
Dąb czerwony w parku Steffensa

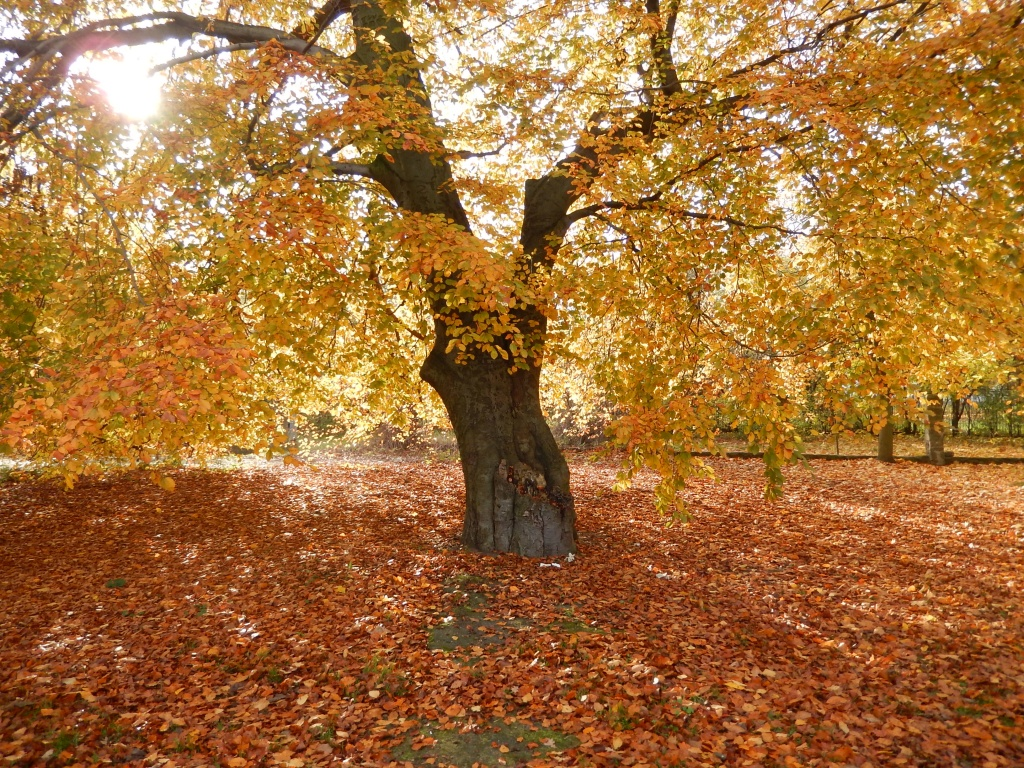
Buk pospolity odm. czerwonolistnej w parku Steffensa jesienią.

Pomniki przyrody w Gdańsku – stanowią ważny element krajobrazu Gdańska, podkreślają ekologiczny charakter miasta o dużej powierzchni terenów zielonych, dają schronienie dla licznych organizmów i są atrakcją turystyczną.
W Gdańsku znajduje się 199 pomników przyrody, w tym 155 to pojedyncze drzewa, 30 grup drzew, 2 aleje, 11 głazów narzutowych i 1 pomnik powierzchniowy. Tak duża ich liczba stawia Gdańsk w czołówce polskich miast.
Drzewem o największym obwodzie jest wierzba biała przy ul. Mierosławskiego, róg z ul. Kubacza o wymiarze aż 750 cm. Wśród dębów prym wiedzie drzewo przy ul. Niepołomickiej z obwodem 630 cm, a buków 470 cm w dawnym parku Ludolfino. Opisywane tutaj obwody są zapewne większe z powodu upływu wielu lat. Na szczególną uwagę zasługują: żywotniki olbrzymie, magnolie drzewiaste, cyprysiki Lawsona w parku Oliwskim, których obwody przekraczają 200 cm; platan klonolistny i miłorząb dwuklapowy, buk zwyczajny odm. czerwonolistnej, kasztanowiec zwyczajny w parku Steffensa; cis pospolity przy ul. Jaśkowa Dolina 8, kasztan jadalny przy ul. Polanki 19; daglezja zielona, jesion wyniosły przy ul. Łąkowej 35/38.
Skupiska pomników znajdują się głównie w parkach: Oliwskim, przyszpitalnym na Polanki, Steffensa, Oruńskim i kulturowym fortyfikacji miejskich. Oprócz tego wzdłuż ulic: Czyżewskiego, Jaśkowa Dolina, Do Studzienki.
W strukturze gatunkowej przeważają buki (46), dęby (38), lipy (17), sosny (19) i cyprysiki (18). Na tle innych miast Polski Gdańsk wyróżnia mała ilość lip, a duża buków i sosen. Na terenie miasta występują rzadkie gatunki egzotyczne jak: kasztan jadalny, tulipanowiec amerykański, jodła kalifornijska, cyprysik groszkowy, cyprysik Lawsona, cyprysik nutkajski, perełkowiec japoński, grujecznik japoński, choina kanadyjska, sosna koreańska, sosna rumelijska, sosna czarna czy sosna wejmutka. Rzadkością są także powierzchniowe pomniki przyrody.
Pierwsze drzewa objęto ochroną w roku 1962, kolejne sukcesywnie w następnych latach, ostatnio w 2025 roku. Największą liczbę pomników zarejestrowano w latach 1992 (24), 1988 (17), 1998 (16), 2007 (15) i 2018 (14).
Kilka z nich znajduje się na obszarach innych form ochrony przyrody, tj. Trójmiejskiego Parku Krajobrazowego i jego otuliny, obszaru Natura 2000 PLH220030 Twierdza Wisłoujście, zespołu przyrodniczo-krajobrazowego Dolina Potoku Oruńskiego, użytku ekologicznego „Prochownia pod kasztanami”.
W listopadzie 2016 roku odebrano trzem drzewom (dwóm bukom i sośnie) status pomników przyrody, a same drzewa wkrótce potem ogłowiono i ścięto. Stało się to pod pretekstem „utraty wartości przyrodniczych i zapewnienia bezpieczeństwa powszechnego”. Nie powołano się jednak na żadne badania potwierdzające ten stan rzeczy. Jak podaje Łukasz Plonus, nadleśniczy Marek Zeman stwierdził z tej okazji (pisownia oryginalna): „(...) zdecydowaliśmy się, zachować z tych pomników ile się da. Dzięki temu pomniki staną się świadkami pomników przyrody”. Mirosław Wantoch-Rekowski, znany mykolog, dodał: „To tylko pozorna śmierć, ponieważ drzewo ma drugie życie” i wyraził nadzieję na zasiedlenie się w ściętych pniach rzadkich gatunków grzybów.

## Podział według dzielnic

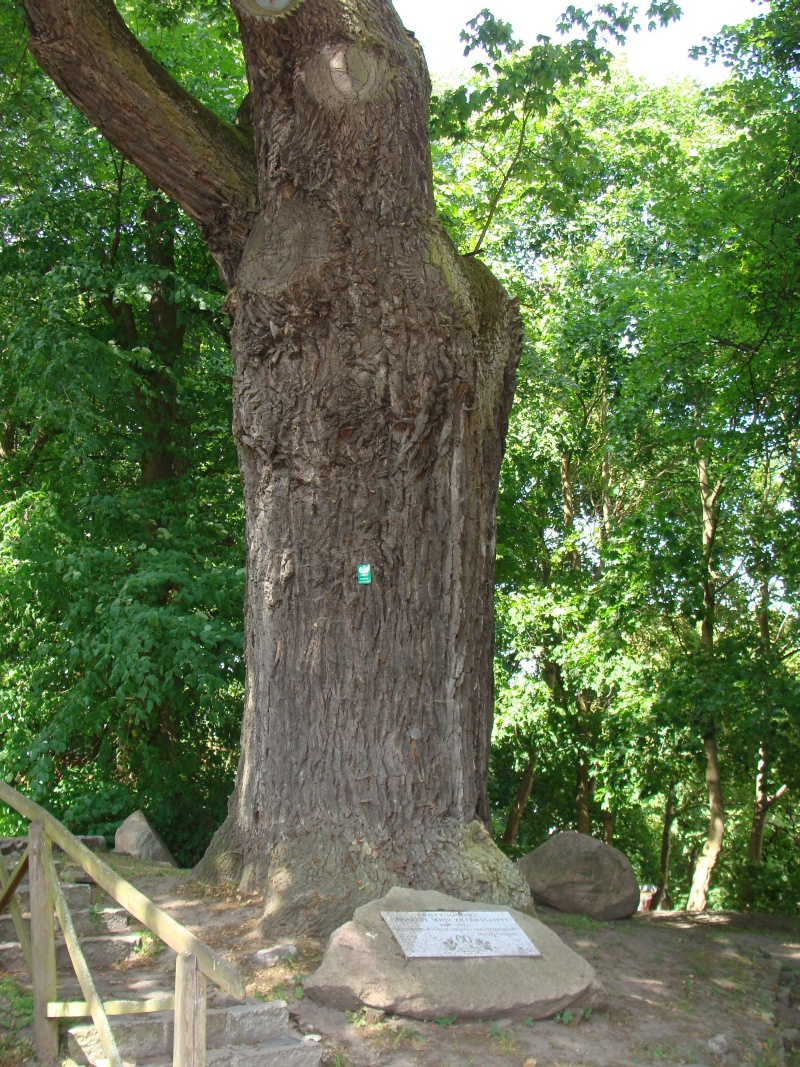
Dąb szypułkowy przy I Dworze, ul. Polanki 125.

Najwięcej pomników przyrody rośnie w dzielnicach: Oliwa, Wrzeszcz Górny, VII Dwór, Śródmieście i Aniołki.
Dokładny podział według dzielnic przedstawia się następująco:
| Dzielnica/Osiedle                      | Pojedyncze drzewo | Grupa drzew | Aleja | Głaz | Powierzchniowy | Suma |
| Oliwa                                  | 43                | 12          | 1     | 4    | 1              | 61   |
| Śródmieście                            | 17                | 0           | 0     | 0    | 0              | 17   |
| Wrzeszcz Dolny                         | 4                 | 1           | 0     | 0    | 0              | 5    |
| Wrzeszcz Górny                         | 24                | 4           | 0     | 4    | 0              | 32   |
| Przymorze Małe                         | 6                 | 0           | 0     | 0    | 0              | 6    |
| VII Dwór                               | 6                 | 5           | 0     | 2    | 0              | 13   |
| Orunia-Św. Wojciech-Lipce              | 8                 | 3           | 0     | 1    | 0              | 12   |
| Wyspa Sobieszewska                     | 1                 | 0           | 0     | 0    | 0              | 1    |
| Aniołki                                | 18                | 1           | 0     | 0    | 0              | 19   |
| Brętowo                                | 4                 | 0           | 0     | 0    | 0              | 4    |
| Ujeścisko-Łostowice                    | 7                 | 0           | 0     | 0    | 0              | 7    |
| Osowa                                  | 3                 | 0           | 0     | 0    | 0              | 3    |
| Brzeźno                                | 0                 | 1           | 0     | 0    | 0              | 1    |
| Piecki-Migowo                          | 2                 | 0           | 0     | 0    | 0              | 2    |
| Chełm                                  | 2                 | 0           | 0     | 0    | 0              | 2    |
| Przeróbka                              | 2                 | 0           | 0     | 0    | 0              | 2    |
| Matarnia                               | 0                 | 2           | 0     | 0    | 0              | 2    |
| Wzgórze Mickiewicza                    | 1                 | 0           | 0     | 0    | 0              | 1    |
| Kokoszki                               | 2                 | 0           | 1     | 0    | 0              | 3    |
| Siedlce                                | 1                 | 0           | 0     | 0    | 0              | 1    |
| Strzyża                                | 1                 | 1           | 0     | 0    | 0              | 2    |
| Żabianka-Wejhera-Jelitkowo-Tysiąclecia | 3                 | 0           | 0     | 0    | 0              | 3    |

## Głazy
W Gdańsku znajduje się 9 głazów narzutowych, z których większość stanowią granity. Największy z nich leży przy ul. Bytowskiej w leśnictwie Renuszewo w oddz. 112 zwany „Diabelskim Kamieniem” jest rozłupany na dwie części, większa posiada obwód 1230 cm, mniejsza 270.

## Lista pomników przyrody
Tabela wszystkich 199 pomników przyrody występujących na terenie Gdańska wraz z zaznaczonymi na zielono największymi drzewami w swoim gatunku.
Poniższa tabela przedstawia stan prawny, rzeczywisty może być inny.
| Nr   | Dzielnica/Osiedle                      | Lokalizacja | Forma                 | Nazwa                                                                                   | Obwód przy powołaniu [cm] | Wys. [m]       | Rok uznania | Nr rejestru | Zdjęcie |
| 1.   | Oliwa                                  | ul. Polanki 125, po zachodniej stronie I Dworu gdańskiego przy garażach, Leśnictwo Renuszewo, oddz. 52f                                  | pojedyncze drzewo     | dąb szypułkowy                                                                          | 545                       | 20             | 1962        | 121         |         |
| 2.   | Śródmieście                            | ul. 3 Maja, pomiędzy torowiskiem tramwajowym a chodnikiem, naprzeciw parkingu obok Urzędu Miasta                                         | pojedyncze drzewo     | cis pospolity dwuwierzchołkowy                                                          | 150/88                    | 12             | 1962        | 122         |         |
| 3.   | Wrzeszcz Górny                         | al. Grunwaldzka 49 i 53, w podwórzu przy wejściu do budynków                                                                             | grupa drzew           | 2 cisy pospolite                                                                        | 125, –                    | 15             | 1962        | 123         |         |
| 4.   | Oliwa                                  | ul. Polanki 125, przy stawie, przed I Dworem                                                                                             | pojedyncze drzewo     | topola biała                                                                            | 530                       | 27             | 1962        | 124         |         |
| 5.   | Przymorze Małe                         | ul. Poznańska 13 | pojedyncze drzewo     | sosna zwyczajna                                                                         | 320                       | 18             | 1962        | 125         |         |
| 6.   | Oliwa                                  | ul. Bytowska, Leśnictwo Renuszewo oddz. 112d, na zboczu przy łące w Dolinie Radości                                                      | głaz narzutowy        | „Diabelski Kamień” grubokrystaliczny granit, mocno zwietrzały, rozłupany na dwie części | 1230 i 270                | d4,3/sz3,9     | 1962        | 133         |         |
| 7.   | VII Dwór                               | lasy komunalne, przedłużenie ul. Abrahama                                                                                                | pojedyncze drzewo     | dąb szypułkowy „Gruby Dąb”                                                              | 490                       | 23             | 1968        | 206         |         |
| 8.   | VII Dwór                               | ul. Abrahama 28 w ogrodzie | grupa drzew           | 2 lipy drobnolistne                                                                     | 310 i 275                 | 25 i 23        | 1973        | 300         |         |
| 9.   | Oliwa                                  | ul. Polanki 119, Szpital Dziecięcy Polanki im. Macieja Płażyńskiego                                                                      | aleja                 | 40 lip drobnolistnych                                                                   | średnio 200               | ok. 18         | 1973        | 301         |         |
| 10.  | VII Dwór                               | lasy komunalne, oddz. 34h, przedłużenie ul. Abrahama                                                                                     | grupa drzew           | 4 dęby szypułkowe                                                                       | od 200 do 400             | ok. 27         | 1973        | 302         |         |
| 11.  | Orunia-Św. Wojciech-Lipce              | przy stacji PKP Gdańsk Lipce, po lewej stronie od mostu nad Radunią, na wzgórzu i skraju lasu                                            | grupa drzew           | dąb szypułkowy buk zwyczajny                                                            | 505 375                   | ok. 24         | 1973        | 303         |         |
| 12.  | Wyspa Sobieszewska                     | ul. Kwiatowa, na skarpie w narożniku dz. 117/59, przy wybrukowanej ścieżce                                                               | pojedyncze drzewo     | dąb szypułkowy                                                                          | 470                       | 22             | 1977        | 359         |         |
| 13.  | VII Dwór                               | ul. Polanki 117, przy V Dworze od strony wjazdu                                                                                          | pojedyncze drzewo     | platan klonolistny                                                                      | 340                       | 33             | 1979        | 390         |         |
| 14.  | VII Dwór                               | ul. Polanki 117, na terenie szpitalnym, przy V Dworze                                                                                    | grupa drzew           | 3 modrzewie europejskie porośnięte bluszczem                                            | 172, 198 i 274            | 27, 28 i 27    | 1979        | 391         |         |
| 15.  | VII Dwór                               | ul. Polanki 117, za szpitalem przy V Dworze                                                                                              | pojedyncze drzewo     | dąb szypułkowy                                                                          | 570                       | 28             | 1979        | 392         |         |
| 16.  | VII Dwór                               | ul. Polanki 117, za szpitalem, przy V Dworze                                                                                             | grupa drzew           | 3 świerki pospolite                                                                     | 342 237 i 276             | 35, 28 i 32    | 1979        | 393         |         |
| 17.  | VII Dwór                               | ul. Polanki 117, za szpitalem, przy V Dworze                                                                                             | pojedyncze drzewo     | lipa drobnolistna trójwierzchołkowa                                                     | 260/230/225               | 32             | 1979        | 394         |         |
| 18.  | Wrzeszcz Górny                         | las komunalny oddz. 40c, przy drodze na skraju lasu, przy przejściu w kierunku ul. Batorego i Sosnowej                                   | grupa drzew           | 2 buki zwyczajne                                                                        | 315 i 410                 | 26             | 1980        | 402         |         |
| 19.  | Wrzeszcz Górny                         | las komunalny oddz. 40c, na skraju lasu przy drodze, 50 m od ul. Matki Polki w kierunku Topolowej                                        | pojedyncze drzewo     | dąb szypułkowy                                                                          | 370                       | 25             | 1980        | 403         |         |
| 20.  | Wrzeszcz Górny                         | las komunalny oddz. 40c, na skraju przy parkanie III LO ul. Topolowa 7                                                                   | pojedyncze drzewo     | buk zwyczajny                                                                           | 360/380                   | 25             | 1980        | 405         |         |
| 21.  | Wrzeszcz Górny                         | las komunalny oddz. 48i, 10 m od drogi na granicy z 48h, przy drodze od ślimaka do ul. Do Studzienki                                     | pojedyncze drzewo     | buk zwyczajny                                                                           | 360/373                   | 28             | 1980        | 409         |         |
| 22.  | Wrzeszcz Górny                         | las komunalny oddz. 48i, przy drodze do stacji przekaźnikowej                                                                            | pojedyncze drzewo     | dąb szypułkowy                                                                          | 330/340                   | 20             | 1980        | 410         |         |
| 23.  | Wrzeszcz Górny                         | las komunalny oddz. 47b | pojedyncze drzewo     | buk zwyczajny                                                                           | 350                       | 25             | 1981        | 422         |         |
| 24.  | Wrzeszcz Górny                         | las komunalny oddz. 48i, po wschodniej stronie stacji przekaźnikowej, przy ogrodzeniu, przy drodze do parku w Dolinie Królewskiej        | pojedyncze drzewo     | dąb szypułkowy                                                                          | 428                       | 22             | 1981        | 423         |         |
| 25.  | VII Dwór                               | las komunalny oddz. 36i (oddalone od siebie o 30 m)                                                                                      | grupa drzew           | 3 dęby szypułkowe                                                                       | 415, 290, 390             | 28, 28, 28     | 1981        | 424         |         |
| 26.  | Wrzeszcz Górny                         | las komunalny oddz. 47a, obok kortu tenisowego, na skraju lasu                                                                           | grupa drzew           | 3 buki zwyczajne                                                                        | 350, 260, 290             | 25, 23, 23     | 1981        | 427         |         |
| 27.  | VII Dwór                               | las komunalny oddz. 35d, przy skrzyżowaniu ul. Abrahama i linii oddziału leśnego nr 35 i 36                                              | głaz narzutowy        | głaz narzutowy                                                                          | 600                       | d220/sz170     | 1981        | 428         |         |
| 28.  | Wrzeszcz Górny                         | las komunalny oddz. 40a, ul. Jaśkowa Dolina 8, w obrębie ogrodzenia Instytutu Łączności                                                  | pojedyncze drzewo     | cis pospolity                                                                           | 167                       | 7              | 1982        | 444         |         |
| 29.  | Wrzeszcz Górny                         | las komunalny oddz. 40c, 8 m od drogi spacerowej od ul. Jaśkowa Dolina w kierunku amfiteatru leśnego                                     | pojedyncze drzewo     | buk zwyczajny                                                                           | 310                       | 40             | 1982        | 445         |         |
| 30.  | Aniołki                                | al. Zwycięstwa przy jezdni, pomiędzy ul. m. Skłodowskiej-Curie a ul. Smoluchowskiego                                                     | pojedyncze drzewo     | lipa srebrzysta                                                                         | 324                       | 25             | 1982        | 451         |         |
| 31.  | Oliwa                                  | ul. Cystersów, zieleniec przed Kurią Biskupią                                                                                            | pojedyncze drzewo     | tulipanowiec amerykański                                                                | 265                       | 27             | 1982        | 457         |         |
| 32.  | Brętowo                                | leśnictwo Matemblewo oddz. 150a, 40 m na W od ul. Juliusza Słowackiego prowdzącej do Matemblewa                                          | pojedyncze drzewo     | modrzew europejski                                                                      | 304                       | 38             | 1982        | 459         |         |
| 33.  | Wrzeszcz Górny                         | ul. Do Studzienki 36, na terenie przedszkola                                                                                             | pojedyncze drzewo     | lipa drobnolistna                                                                       | 330                       | 25             | 1982        | 466         |         |
| 34.  | Wrzeszcz Górny                         | ul. Do Studzienki 1b, za bramą Zakładu Remontowo-Budowlanego na zapleczu DS                                                              | pojedyncze drzewo     | klon jawor                                                                              | 310                       | 25             | 1982        | 467         |         |
| 35.  | Wrzeszcz Górny                         | pomiędzy ul. Do Studzienki i Sobieskiego, obok przedszkola nr 4                                                                          | pojedyncze drzewo     | grab zwyczajny porośnięty bluszczem                                                     | 223                       | 23             | 1982        | 468         |         |
| 36.  | Wrzeszcz Górny                         | ul. Sobieskiego 18, na zapleczu budynku Instytutu Chemii Uniwersytetu Gdańskiego, na skarpie                                             | pojedyncze drzewo     | jarząb szwedzki                                                                         | 252                       | 11             | 1983        | 481         |         |
| 37.  | Wrzeszcz Górny                         | ul. Sobieskiego 18, na zapleczu budynku Instytutu Chemii Uniwersytetu Gdańskiego                                                         | pojedyncze drzewo     | lipa amerykańska                                                                        | 202                       | 12             | 1983        | 482         |         |
| 38.  | Wrzeszcz Górny                         | ul. Jaśkowa Dolina 27, 5 m od chodnika, za ogrodzeniem, na posesji                                                                       | pojedyncze drzewo     | miłorząb dwuklapowy                                                                     | 214                       | 21             | 1983        | 488         |         |
| 39.  | Aniołki                                | al. Zwycięstwa, park im. Steffensa, w pobliżu hali sportowej PG                                                                          | pojedyncze drzewo     | brzoza brodawkowata                                                                     | 240                       | 23             | 1983        | 498         |         |
| 40.  | Aniołki                                | al. Zwycięstwa, park im. Steffensa, przy chodniku                                                                                        | pojedyncze drzewo     | platan klonolistny                                                                      | 485                       | 20             | 1984        | 499         |         |
| 41.  | Wrzeszcz Górny                         | ul. Jaśkowa Dolina 68-72, przy drodze do nr 68                                                                                           | pojedyncze drzewo     | wiąz szypułkowy                                                                         | 287                       | 25             | 1984        | 501         |         |
| 42.  | Wrzeszcz Górny                         | las komunalny oddz. 48w, przy ul. Migowskiej                                                                                             | głaz narzutowy        | głaz narzutowy                                                                          | 695                       | d1,6/sz2,7     | 1984        | 502         |         |
| 43.  | Wrzeszcz Górny                         | ul. Jaśkowa Dolina 50, na terenie Wojewódzkiej Inspekcji Transportu Drogowego                                                            | pojedyncze drzewo     | buk zwyczajny odm. czerwona                                                             | 280/295                   | 23             | 1984        | 503         |         |
| 44.  | Wrzeszcz Górny                         | las komunalny oddz. 47c, ul. Traugutta 92, przy boisku, skraj lasu bukowego                                                              | pojedyncze drzewo     | dąb szypułkowy                                                                          | 335                       | 21             | 1984        | 504         |         |
| 45.  | Oliwa                                  | ul. Czyżewskiego 20, przy jezdni | pojedyncze drzewo     | sosna zwyczajna                                                                         | 333                       | 18             | 1984        | 535         |         |
| 46.  | Oliwa                                  | przy jezdni ul. Czyżewskiego, naprzeciw pawilonu handlowego                                                                              | pojedyncze drzewo     | topola biała                                                                            | 477                       | 23             | 1984        | 541         |         |
| 47.  | Oliwa                                  | przy drodze, przy ul. Czyżewskiego 22 i 24                                                                                               | pojedyncze drzewo     | kasztanowiec zwyczajny                                                                  | 284                       | 18             | 1987        | 546         |         |
| 48.  | Oliwa                                  | ul. Czyżewskiego, na terenie AWFiS-u, na skarpie, przy kortach tenisowych                                                                | grupa drzew           | 3 sosny zwyczajne                                                                       | 250, 278, 290             | 16-18          | 1987        | 547         |         |
| 49.  | Ujeścisko-Łostowice                    | ul. Wielkopolska, nad stawem | pojedyncze drzewo     | topola biała                                                                            | –                         | –              | –           | 548         |         |
| 50.  | Ujeścisko-Łostowice                    | naprzeciw ul. Wielkopolska 16 | pojedyncze drzewo     | dąb szypułkowy                                                                          | 375                       | 20             | 1987        | 550         |         |
| 51.  | Ujeścisko-Łostowice                    | u podnóża wzniesienia, naprzeciw ul. Niepołomicka 18                                                                                     | pojedyncze drzewo     | dąb szypułkowy                                                                          | 630                       | 20             | 1987        | 551         |         |
| 52.  | VII Dwór                               | ul. Polanki 117, park szpitalny, przy transformatorze                                                                                    | pojedyncze drzewo     | jodła kalifornijska                                                                     | 230                       | 23             | 1987        | 558         |         |
| 53.  | Oliwa                                  | ul. Polanki 125, na skarpie za budynkiem I Dworu, Leśnictwo Renuszewo oddz. 90f                                                          | grupa drzew           | 2 sosny czarne                                                                          | 288 i 280                 | 19             | 1987        | 559         |         |
| 54.  | Wrzeszcz Górny                         | ul. Kręta 51, na skwerku | głaz narzutowy        | głaz narzutowy                                                                          | 610                       | d2,4/sz1,3     | 1988        | 572         |         |
| 55.  | VII Dwór                               | ul. Polanki 117, przy warsztacie elektrycznym, park przyszpitalny                                                                        | pojedyncze drzewo     | buk zwyczajny                                                                           | 350                       | 26             | 1988        | 574         |         |
| 56.  | Wrzeszcz Górny                         | ul. Jesionowa 6a, przy garażu | pojedyncze drzewo     | buk zwyczajny odm. czerwonolistna                                                       | 305                       | 23             | 1988        | 575         |         |
| 57.  | Oliwa                                  | park Oliwski im. Adama Mickiewicza, przy stawie                                                                                          | pojedyncze drzewo     | wiąz z kwitnącym bluszczem pospolitym                                                   | 420                       | 30             | 1988        | 576         |         |
|      |                                        | |                       |                                                                                         |                           |                |             |             |         |
| 58.  | Oliwa                                  | ul. Polanki 19, w ogrodzie | pojedyncze drzewo     | kasztan jadalny                                                                         | 200                       | 15             | 1988        | 578         |         |
| 59.  | Osowa                                  | ul. Galaktyczna 29, przy ogrodzeniu | pojedyncze drzewo     | klon jawor                                                                              | 300                       | 19             | 1988        | 579         |         |
| 60.  | Osowa                                  | ul. Galaktyczna | pojedyncze drzewo     | grusza pospolita                                                                        | 222                       | 18             | 1988        | 580         |         |
| 61.  | Oliwa                                  | ul. Czyżewskiego 29, park Ludolfino, przy centralnej bibliotece AWFiS-u                                                                  | grupa drzew           | 2 cyprysiki groszkowe odm. szpilkowej                                                   | 247, 158                  | 18, 16         | 1988        | 581         |         |
| 62.  | Oliwa                                  | ul. Czyżewskiego 31, w parku Ludolfino, po prawej stronie ścieżki                                                                        | pojedyncze drzewo     | buk zwyczajny                                                                           | 332                       | 23             | 1988        | 582         |         |
| 63.  | Oliwa                                  | ul. Czyżewskiego 31, w parku Ludolfino, po prawej stronie ścieżki                                                                        | grupa drzew           | 2 buki zwyczajne odm. czerwonolistnej                                                   | 307, 312                  | 24             | 1988        | 583         |         |
| 64.  | Oliwa                                  | ul. Czyżewskiego 31, w parku Ludolfino, przy ogrodzeniu                                                                                  | pojedyncze drzewo     | klon jawor                                                                              | 221 na wys. 86cm          | 16             | 1988        | 584         |         |
| 65.  | Oliwa                                  | ul. Czyżewskiego 31, w parku, po prawej stronie boiska                                                                                   | pojedyncze drzewo     | dąb szypułkowy                                                                          | 382                       | 26             | 1988        | 585         |         |
| 66.  | Oliwa                                  | ul. Czyżewskiego 31, w parku, po lewej stronie boiska, przy ogrodzeniu                                                                   | pojedyncze drzewo     | dąb czerwony                                                                            | 310                       | 25             | 1988        | 586         |         |
| 67.  | Oliwa                                  | ul. Czyżewskiego 31 przy ogrodzeniu, w parku, po lewej stronie boiska                                                                    | pojedyncze drzewo     | buk zwyczajny                                                                           | 470                       | 24             | 1988        | 587         |         |
| 68.  | Oliwa                                  | ul. Orkana 10, za domem | pojedyncze drzewo     | buk zwyczajny odm. czerwonolistna                                                       | 310                       | 22             | 1989        | 599         |         |
| 69.  | Wrzeszcz Dolny                         | ul. Hallera 14, przy Centrum Edukacji Nauczycieli                                                                                        | pojedyncze drzewo     | dąb szypułkowy                                                                          | 402                       | 19             | 1989        | 601         |         |
| 70.  | Oliwa                                  | Leśnictwo Renuszewo oddz. 112c, w wykopie na zboczu, 300m na N od Doliny Radości                                                         | glaz narzutowy        | granit, owalny, spłaszczony                                                             | 1000                      | d3/sz4,8       | 1989        | 739         |         |
| 71.  | Śródmieście                            | ul. Targ Rakowy, na zapleczu budynku Poczty Polskiej, przy zboczu torowiska kolejowego                                                   | pojedyncze drzewo     | jesion wyniosły                                                                         | 315                       | 25             | 1990        | 749         |         |
| 72.  | Śródmieście                            | Targ Sienny, przy kanale Raduni, przy szafie elektrycznej                                                                                | pojedyncze drzewo     | kasztanowiec zwyczajny                                                                  | 360                       | 20             | 1990        | 750         |         |
| 73.  | Aniołki                                | al. Zwycięstwa, park Steffensa | pojedyncze drzewo     | perełkowiec japoński dwupienny                                                          | 190/158                   | 17             | 1990        | 751         |         |
| 74.  | Oliwa                                  | ul. Bytowska, ok. 700 m na S od zabytkowej kuźni wodnej                                                                                  | pojedyncze drzewo     | brzoza brodawkowata                                                                     | 202                       | 19             | 1990        | 753         |         |
| 75.  | Brzeźno                                | skwer ul. Południowa i Pułaskiego, przy ścieżce rowerowej                                                                                | grupa drzew           | 2 topole białe                                                                          | 375/380/330, –            | 20             | 1990        | 754         |         |
| 76.  | Wrzeszcz Górny                         | ul. Do Studzienki 37, przy przejściu-schodach                                                                                            | pojedyncze drzewo     | buk zwyczajny odm. czerwonolistna                                                       | 340                       | 25             | 1990        | 755         |         |
| 77.  | Oliwa                                  | Leśnictwo Matemblewo oddz. 126j, 500 m na NE od obwodnicy                                                                                | głaz narzutowy        | granit grubokrystaliczny                                                                | 885                       | d3/sz2,5       | 1991        | 806         |         |
| 78.  | Oliwa                                  | Leśnictwo Matemblewo oddz. 128b, 10 m na E od obwodnicy (wykopany podczas jej budowy)                                                    | głaz narzutowy        | granit drobnoziarnisty                                                                  | 710                       | d2,6/sz1,7     | 1991        | 807         |         |
| 79.  | VII Dwór                               | Las Komunalny oddz. 37k, na granicy z oddz. 38, na skarpie na skrzyżowaniu ścieżek                                                       | głaz narzutowy        | Głaz Borkowskiego                                                                       | 950                       | d3,1/sz2,5     | 1991        | 808         |         |
| 80.  | Aniołki                                | ul. Traugutta 11 | pojedyncze drzewo     | lipa drobnolistna                                                                       | 306                       | 15             | 1992        | 820         |         |
| 81.  | Aniołki                                | al. Zwycięstwa, park Steffensa, naprzeciwko ul. Daniela Chodowieckiego                                                                   | pojedyncze drzewo     | miłorząb dwuklapowy                                                                     | 230                       | 15             | 1992        | 821         |         |
| 82.  | Aniołki                                | al. Zwycięstwa, park Steffensa | pojedyncze drzewo     | dąb czerwony                                                                            | 348                       | 25             | 1992        | 822         |         |
| 83.  | Aniołki                                | al. Zwycięstwa, park Steffensa, od strony ul. Kolejowej, naprzeciwko automyjni.                                                          | pojedyncze drzewo     | kasztanowiec zwyczajny                                                                  | 315                       | 25             | 1992        | 823         |         |
| 84.  | Aniołki                                | al. Zwycięstwa, park Steffensa, wschodnia część parku                                                                                    | pojedyncze drzewo     | kasztanowiec zwyczajny                                                                  | 360                       | 16             | 1992        | 824         |         |
| 85.  | Aniołki                                | al. Zwycięstwa, park Steffensa, przy chodniku                                                                                            | pojedyncze drzewo     | platan klonolistny                                                                      | 315                       | 25             | 1992        | 825         |         |
| 86.  | Aniołki                                | al. Zwycięstwa, park Steffensa | pojedyncze drzewo     | kasztanowiec biały                                                                      | 330                       | 30             | 1992        | 826         |         |
| 87.  | Śródmieście                            | ul. 3 Maja, przy torowisku tramwajowym, naprzeciwko ul. Rogaczewskiego, naprzeciw parkingu Urzędu Miasta                                 | pojedyncze drzewo     | lipa drobnolistna                                                                       | 320                       | 30             | 1992        | 827         |         |
| 88.  | Oliwa                                  | ul. Grunwaldzka 529, park i posesja przy Stawie Młyńskim                                                                                 | grupa drzew           | sosna koreańska sosna rumelijska cis pospolity żywotnik olbrzymi                        | 115 121 120 140           | 14 15 9 13     | 1992        | 829         |         |
| 89.  | Oliwa                                  | park Oliwski im. Adama Mickiewicza | pojedyncze drzewo     | cyprysik Lawsona                                                                        | 212                       | 22             | 1992        | 830         |         |
| 90.  | Oliwa                                  | park Oliwski im. Adama Mickiewicza | pojedyncze drzewo     | magnolia drzewiasta                                                                     | 212                       | 14             | 1992        | 831         |         |
| 91.  | Oliwa                                  | park Oliwski im. Adama Mickiewicza | pojedyncze drzewo     | żywotnik olbrzymi                                                                       | 163                       | 15             | 1992        | 832         |         |
| 92.  | Oliwa                                  | park Oliwski im. Adama Mickiewicza | pojedyncze drzewo     | miłorząb dwuklapowy                                                                     | 201                       | 20             | 1992        | 833         |         |
| 93.  | Oliwa                                  | park Oliwski im. Adama Mickiewicza | pojedyncze drzewo     | modrzew europejski                                                                      | 303                       | 27             | 1992        | 834         |         |
| 94.  | Oliwa                                  | park Oliwski im. Adama Mickiewicza, narożnik parku                                                                                       | pojedyncze drzewo     | sosna wejmutka                                                                          | 255                       | 19             | 1992        | 835         |         |
| 95.  | Oliwa                                  | park Oliwski im. Adama Mickiewicza | grupa drzew           | żywotnik olbrzymi 2 cisy pospolite cyprysik nutkajski                                   | 219 148, 104 143          | 23 13, 13 18   | 1992        | 836         |         |
| 96.  | Oliwa                                  | park Oliwski im. Adama Mickiewicza | pojedyncze drzewo     | magnolia drzewiasta                                                                     | 271                       | 19             | 1992        | 837         |         |
| 97.  | Oliwa                                  | park Oliwski im. Adama Mickiewicza | pojedyncze drzewo     | grujecznik japoński trójpienny                                                          | 168/189/158               | 25             | 1992        | 838         |         |
| 98.  | Oliwa                                  | Leśnictwo Matamblewo oddz. 125, 800 m na E od obwodnicy, 30 m od drogi leśnej                                                            | pojedyncze drzewo     | sosna zwyczajna                                                                         | 311                       | 30             | 1992        | 839         |         |
| 99.  | Oliwa                                  | Leśnictwo Matemblewo oddz. 127, na W od Doliny Radości                                                                                   | pojedyncze drzewo     | sosna zwyczajna                                                                         | 273                       | 28             | 1992        | 840         |         |
| 100. | Oliwa                                  | Leśnictwo Matemblewo oddz. 126, 400 m na E od 127, 2 m od drogi leśnej w pasie lasu między drogą a łąką                                  | pojedyncze drzewo     | świerk pospolity                                                                        | 339                       | 40             | 1992        | 841         |         |
| 101. | Oliwa                                  | Leśnictwo Matemblewo oddz. 126 | pojedyncze drzewo     | świerk pospolity                                                                        | 305                       | 40             | 1992        | 842         |         |
| 102. | Oliwa                                  | Leśnictwo Matemblewo oddz. 112a, 80 m na N od Drogi Węglowej                                                                             | pojedyncze drzewo     | daglezja zielona                                                                        | 318                       | 40             | 1992        | 843         |         |
| 103. | Oliwa                                  | Leśnictwo Renuszewo oddz. 111i, przy drodze asfaltowej i Kleszej Drodze, przy słupku oddziałowym 111/117/125                             | pojedyncze drzewo     | sosna zwyczajna                                                                         | 318                       | 30             | 1992        | 844         |         |
| 104. | Śródmieście                            | ul. Hucisko, Wały Jagiellońskie, Targ Rakowy, na skwerze Harcerzy Polskich                                                               | pojedyncze drzewo     | miłorząb dwuklapowy                                                                     | 200                       | 20             | 1993        | 874         |         |
| 105. | Brętowo                                | Leśnistwo Matemblewo oddz. 155f, 2 m od drogi leśnej, 100 m na NW od potoku Strzyża                                                      | pojedyncze drzewo     | sosna zwyczajna forma kołnierzykowata                                                   | 270                       | 27             | 1995        | 922         |         |
| 106. | Brętowo                                | Leśnictwo Matemblewo oddz. 144b, na N granicy rezerwatu przyrody Wąwóz Huzarów                                                           | pojedyncze drzewo     | sosna zwyczajna                                                                         | 299                       | 28             | 1995        | 923         |         |
| 107. | Brętowo                                | Leśnictwo Matemblewo oddz. 147a, 500 m od osiedla Niedźwiednik, na zbczu                                                                 | pojedyncze drzewo     | buk zwyczajny                                                                           | 377                       | 30             | 1995        | 925         |         |
| 108. | Oliwa                                  | ul. Liczmańskiego 9, w ogrodzie | grupa drzew           | cis pospolity 2 bukszpany wiecznozielone 2 żywotniki olbrzymie 3 cyprysiki groszkowe    | 39 30-36 34-36 67-98      | –              | 1996        | 978         |         |
| 109. | Orunia-Św. Wojciech-Lipce              | ul. Urocza 4, w ogrodzie | pojedyncze drzewo     | buk zwyczajny odm. czerwonolistna                                                       | 260                       | 20             | 1996        | 979         |         |
| 110. | Orunia-Św. Wojciech-Lipce              | ul. Nowiny, w parku Oruńskim, 150 m od klubu                                                                                             | pojedyncze drzewo     | dąb szypułkowy                                                                          | 522                       | 25             | 1998        | 1046        |         |
| 111. | Orunia-Św. Wojciech-Lipce              | ul. Nowiny 2, na zieleńcu przed przedszkolem nr 9                                                                                        | grupa drzew           | 2 buki zwyczajne odm. czerwonolistna                                                    | 300, 261                  | 20             | 1998        | 1047        |         |
| 112. | Piecki-Migowo                          | ul. Rakoczego, róg ul. Piecewskiej, przy przejściu dla pieszych                                                                          | pojedyncze drzewo     | dąb szypułkowy                                                                          | 371                       | 25             | 1998        | 1048        |         |
| 113. | Śródmieście                            | ul. 3 Maja, parking przy urzędzie Pracy                                                                                                  | pojedyncze drzewo     | jesion wyniosły                                                                         | 348                       | 27             | 1998        | 1049        |         |
| 114. | Wrzeszcz Dolny                         | ul. Mierosławskiego, róg z ul. Kubacza                                                                                                   | pojedyncze drzewo     | wierzba biała                                                                           | 750                       | 18             | 1998        | 1050        |         |
| 115. | Oliwa                                  | Leśnictwo Renuszewo oddz. 114a, 350 m na SE od Doliny Radości                                                                            | grupa drzew           | 2 choiny kanadyjskie zrośnięte u podstawy                                               | 118, 113                  | 22, 20         | 1998        | 1058        |         |
| 116. | Oliwa                                  | Leśnictwo Gołębiewo oddz. 70a, w dolinie, 50 m na SWW od ul. Spacerowej                                                                  | pojedyncze drzewo     | dąb szypułkowy                                                                          | 351                       | 30             | 1998        | 1059        |         |
| 117. | Oliwa                                  | Leśnictwo Matemblewo oddz. 127f, 200 m na SW od Doliny Radości, przy drodze gruntowej                                                    | pojedyncze drzewo     | dąb szypułkowy                                                                          | 344                       | 30             | 1998        | 1060        |         |
| 118. | Oliwa                                  | Leśnictwo Matemblewo oddz. 125g, dolina przy Kleszej Drodze                                                                              | pojedyncze drzewo     | dąb szypułkowy                                                                          | 398                       | 29             | 1998        | 1061        |         |
| 119. | Oliwa                                  | Leśnictwo Matemblewo oddz. 125, dolina przy Kleszej Drodze, u podstawy zbocza, na skraju lasu                                            | pojedyncze drzewo     | lipa drobnolistna                                                                       | 387                       | 30             | 1998        | 1062        |         |
| 120. | Oliwa                                  | Leśnictwo Matemblewo oddz. 126f/127f, | pojedyncze drzewo     | sosna wejmutka                                                                          | –                         | –              | 1998        | 1063        |         |
| 121. | Oliwa                                  | Leśnictwo Matemblewo oddz. 116h, 800 m na S od Doliny Radości                                                                            | grupa drzew           | 2 daglezje zielone                                                                      | 320, 319                  | 40, 40         | 1998        | 1064        |         |
| 122. | Oliwa                                  | Leśnictwo Matemblewo oddz. 117c, 800 m na S od Doliny Radości                                                                            | grupa drzew           | 6 cyprysików Lawsona                                                                    | 51-115                    | 9-18           | 1998        | 1065        |         |
| 123. | Oliwa                                  | ul. Bytowska 5 | pojedyncze drzewo     | buk zwyczajny z soplówką jeżowatą                                                       | –                         | –              | 1998        | 1066        |         |
| 124. | Oliwa                                  | Leśnictwo Matemblewo oddz. 123h, 130d,                                                                                                   | pomnik powierzchniowy | stanowisko podgrzybka pasożytniczego na torfowisku przejściowym                         | pow. 0,15 ha              | –              | 1998        | 1077        |         |
| 125. | Przymorze Małe                         | ul. Kupały, nad stawem | pojedyncze drzewo     | wierzba biała                                                                           | 460                       | 26             | 2000        | 1095        |         |
| 126. | Przymorze Małe                         | ul. Kupały, nad stawem | pojedyncze drzewo     | wierzba biała                                                                           | 535                       | 26             | 2000        | 1096        |         |
| 127. | Przymorze Małe                         | ul. Czerwony Dwór 10/1 | pojedyncze drzewo     | orzech włoski                                                                           | 167                       | 15             | 2000        | 1097        |         |
| 128. | Orunia-Św. Wojciech-Lipce              | park Oruński | pojedyncze drzewo     | lipa drobnolistna                                                                       | 328                       | 20             | 2000        | 1098        |         |
| 129. | Orunia-Św. Wojciech-Lipce              | park Oruński | pojedyncze drzewo     | buk zwyczajny                                                                           | 328                       | 20             | 2000        | 1099        |         |
| 130. | Orunia-Św. Wojciech-Lipce              | park Oruński, przy mostku, pomiędzy stawem a potokiem                                                                                    | pojedyncze drzewo     | Buk zwyczajny                                                                           | 260 lub 290               | 26             | 2000        | 1100        |         |
| 131. | Orunia-Św. Wojciech-Lipce              | park Oruński | pojedyncze drzewo     | dąb bezszypułkowy                                                                       | 356                       | 25             | 2000        | 1101        |         |
| 132. | Orunia-Św. Wojciech-Lipce              | ul. Diamentowa 6, pomiędzy blokami | grupa drzew           | 2 wierzby białe                                                                         | 165, 293                  | 15             | 2000        | 1102        |         |
| 133. | Oliwa                                  | ul. Tetmajera 7 | grupa drzew           | 5 cyprysiki groszkowe                                                                   | 114, 121, 132, 150, 156   | 19, 19, 17, 18 | 2000        | 1103        |         |
| 134. | Orunia-Św. Wojciech-Lipce              | park Oruński | głaz narzutowy        | głaz narzutowy                                                                          | 672                       | 1,3            | 2000        | 1133        |         |
| 135. | Przeróbka                              | ul. Stara Twierdza | pojedyncze drzewo     | topola biała                                                                            | –                         | –              | 2001        | 1940        |         |
| 136. | Przeróbka                              | ul. Stara Twierdza, wschodni szaniec Twierdzy Wisłoujście                                                                                | pojedyncze drzewo     | topola biała                                                                            | –                         | –              | 2001        | 1941        |         |
| 137. | Śródmieście                            | Park Kulturowy Fortyfikacji Miejskich „Twierdza Gdańsk”, na wysokości ul. Płowce                                                         | pojedyncze drzewo     | dąb szypułkowy                                                                          | 325                       | 22             | 2007        | 1953        |         |
| 138. | Śródmieście                            | Park Kulturowy Fortyfikacji Miejskich „Twierdza Gdańsk”, ul. gen. H. Dąbrowskiego                                                        | pojedyncze drzewo     | grab pospolity                                                                          | 190                       | 17             | 2007        | 1954        |         |
| 139. | Śródmieście                            | Park Kulturowy Fortyfikacji Miejskich „Twierdza Gdańsk”, pomiędzy ul. Gradowa i 3 Maja, użytek ekologiczny Prochownia pod kasztanami     | pojedyncze drzewo     | jesion wyniosły                                                                         | 350                       | 22             | 2007        | 1955        |         |
| 140. | Śródmieście                            | Park Kulturowy Fortyfikacji Miejskich „Twierdza Gdańsk”, pomiędzy ul. Gradowa i 3 Maja, użytek ekologiczny Prochownia pod kasztanami     | pojedyncze drzewo     | kasztanowiec zwyczajny                                                                  | 320                       | 23             | 2007        | 1956        |         |
| 141. | Śródmieście                            | Park Kulturowy Fortyfikacji Miejskich „Twierdza Gdańsk”, ul. gen. H. Dąbrowskiego                                                        | pojedyncze drzewo     | kasztanowiec zwyczajny                                                                  | 305                       | 23             | 2007        | 1957        |         |
| 142. | Śródmieście                            | Park Kulturowy Fortyfikacji Miejskich „Twierdza Gdańsk”, przy placu zabaw, od strony ul. gen. H. Dąbrowskiego                            | pojedyncze drzewo     | kasztanowiec zwyczajny                                                                  | 270                       | 21             | 2007        | 1959        |         |
| 143. | Śródmieście                            | Park Kulturowy Fortyfikacji Miejskich „Twierdza Gdańsk”, od strony ul. gen. H. Dąbrowskiego                                              | pojedyncze drzewo     | kasztanowiec zwyczajny                                                                  | 288                       | 21             | 2007        | 1958        |         |
| 144. | Śródmieście                            | Park Kulturowy Fortyfikacji Miejskich „Twierdza Gdańsk”, skarpa za zbiornikiem Powstańców Warszawskich, przy ul. Powstańców Warszawskich | pojedyncze drzewo     | klon jawor                                                                              | 255                       | 21             | 2007        | 1960        |         |
| 145. | Śródmieście                            | Park Kulturowy Fortyfikacji Miejskich „Twierdza Gdańsk”, skarpa za zbiornikiem Powstańców Warszawskich, przy ul. Powstańców Warszawskich | pojedyncze drzewo     | klon jawor                                                                              | 245                       | 20             | 2007        | 1961        |         |
| 146. | Oliwa                                  | Leśnictwo Renuszewo oddz. 102j, 50 m od drogi w kierunku Potoku Oliwskiego                                                               | pojedyncze drzewo     | brzoza brodawkowata                                                                     | 258                       | 24             | 2007        | 1962        |         |
| 147. | Oliwa                                  | Leśnictwo Renuszewo oddz. 119a, przy drodze                                                                                              | pojedyncze drzewo     | buk zwyczajny                                                                           | 305                       | 30             | 2007        | 1963        |         |
| 148. | Oliwa                                  | Leśnictwo Renuszewo oddz. 97a | grupa drzew           | 2 jodły pospolite                                                                       | 277, 240                  | 33, 32         | 2007        | 1964        |         |
| 149. | Oliwa                                  | Leśnictwo Matemblewo oddz. 122c, | pojedyncze drzewo     | daglezja zielona                                                                        | 349                       | 40             | 2007        | 1965        |         |
| 150. | Wrzeszcz Dolny                         | ul. Zbyszka z Bogdańca 2 | grupa drzew           | buk zwyczajny dąb czerwony                                                              | 261 282                   | 11             | 2007        | 1966        |         |
| 151. | Matarnia                               | ul. Astronautów, przy drodze | grupa drzew           | 4 lipy drobnolistne „Klukowskie lipy”                                                   | 385, 292, 345, 315        | 27, 25, 25, 25 | 2007        | 1967        |         |
| 152. | Wzgórze Mickiewicza                    | ul. Pana Tadeusza 102 | pojedyncze drzewo     | wiąz szypułkowy                                                                         | 320                       | 19             | 2007        | 1968        |         |
| 153. | Kokoszki                               | ul. Smęgorzyńska | pojedyncze drzewo     | dąb szypułkowy                                                                          | 405                       | –              | 2011        |             |         |
| 154. | Przymorze Małe                         | ul. Obotrycka 12, zaplecze ul. Czerwony Dwór 10                                                                                          | pojedyncze drzewo     | orzech włoski                                                                           | 180                       | 15             | 2015        |             |         |
| 155. | Chełm                                  | ul. Kolonia Studentów (okolice kortów tenisowych)                                                                                        | pojedyncze drzewo     | topola biała                                                                            | 452                       | 31             | 2016        |             |         |
| 156. | Siedlce                                | skarpa za ul. Malczewskiego 77 | pojedyncze drzewo     | jesion wyniosły                                                                         | 392                       | 25             | 2017        |             |         |
| 157. | Wrzeszcz Górny                         | pomiędzy ul. M. Konopnickiej 5 a 7 | pojedyncze drzewo     | dąb szypułkowy                                                                          | 340                       | 28             | 2018        |             |         |
| 158. | Kokoszki                               | Nadleśnictwo Kolbudy, Leśnictwo Otomin oddz. 20c; las pomiędzy ul. Gostyńską/Goplańską a ul. Tuchomską                                   | pojedyncze drzewo     | buk zwyczajny                                                                           | 368                       | 30             | 2018        |             |         |
| 159. | Orunia-Św. Wojciech-Lipce              | okolice placu zabaw przy Parku Oruńskim                                                                                                  | pojedyncze drzewo     | dąb szypułkowy                                                                          | 557                       | 19             | 2018        |             |         |
| 160. | Śródmieście                            | skarpa przy Kanale Raduni, obok Zboru Kościoła Zielonoświątkowego, ul. Menonitów 2a                                                      | pojedyncze drzewo     | buk zwyczajny odm. czerwonolistna                                                       | 347                       | 18             | 2018        |             |         |
| 161. | Przymorze Małe                         | ul. Beniowskiego 51A, zaplecze domów szeregowych                                                                                         | pojedyncze drzewo     | buk zwyczajny odm. czerwonolistna                                                       | 363                       | 29             | 2018        |             |         |
| 162. | Orunia-Św. Wojciech-Lipce              | ul. Gościnna 4, nieużytek za ogrodzeniem Państwowej Szkoły Muzycznej                                                                     | pojedyncze drzewo     | buk zwyczajny odm. czerwonolistna                                                       | 324                       | 18             | 2018        |             |         |
| 163. | Chełm                                  | ul. Zielonogórska 4, na terenie Obiektu Sportowego Zielonogórska                                                                         | pojedyncze drzewo     | buk zwyczajny                                                                           | 291                       | 23             | 2018        |             |         |
| 164. | Wrzeszcz Górny                         | ul. Aleje Grunwaldzkie 18, teren Radia Gdańsk                                                                                            | pojedyncze drzewo     | platan klonolistny                                                                      | 398                       | 28             | 2018        |             |         |
| 165. | Oliwa                                  | ul. Liczmańskiego 5 | pojedyncze drzewo     | buk zwyczajny odm. czerwonolistna                                                       | 289                       | 30             | 2018        |             |         |
| 166. | Oliwa                                  | ul. Liczmańskiego 6 | pojedyncze drzewo     | buk zwyczajny odm. czerwonolistna                                                       | 284                       | 26             | 2018        |             |         |
| 167. | Śródmieście                            | ul. Łąkowa 35/38, podwórze dawnej fabryki karabinów                                                                                      | pojedyncze drzewo     | jesion wyniosły „Karabinier wyniosły”                                                   | 523                       | 26             | 2018        |             |         |
| 168. | Oliwa                                  | ul. Liczmańskiego 7 | pojedyncze drzewo     | buk zwyczajny odm. czerwonolistna                                                       | 277                       | 25             | 2018        |             |         |
| 169. | Oliwa                                  | ul. Liczmańskiego 18 | pojedyncze drzewo     | buk zwyczajny odm. czerwonolistna                                                       | 294                       | 31             | 2018        |             |         |
| 170. | Wrzeszcz Górny                         | pas drogowy na wysokości ul. Jaśkowa Dolina 39                                                                                           | pojedyncze drzewo     | dąb bezszypułkowy „Dąb zwycięstwa”                                                      | 345                       | 17             | 2018        |             |         |
| 171. | VII Dwór                               | Dolina Samborowo | pojedyncze drzewo     | dwupienny buk zwyczajny                                                                 | 180/264                   | 26             | 2019        |             |         |
| 172. | Wrzeszcz Dolny                         | zieleniec róg ul. Al. Hallera/Reja | pojedyncze drzewo     | dąb szypułkowy                                                                          | 360                       | 23             | 2019        |             |         |
| 173. | Ujeścisko-Łostowice                    | Wzgórze Luizy, ul. Niepołomicka | pojedyncze drzewo     | dąb szypułkowy                                                                          | 342                       | 17             | 2019        |             |         |
| 174. | Ujeścisko-Łostowice                    | Wzgórze Luizy, ul. Niepołomicka | pojedyncze drzewo     | buk zwyczajny                                                                           | 304                       | 29             | 2019        |             |         |
| 175. | Piecki-Migowo                          | park, ul. Myśliwiecka 40 | pojedyncze drzewo     | lipa szerokolistna                                                                      | 364                       | 20             | 2020        |             |         |
| 176. | Matarnia                               | Leśnictwo Metamblewo oddz. 134d, okolice ROD „IRYS”; na terenie Trójmiejskiego Parku Krajobrazowego                                      | grupa drzew           | 2 daglezje zielone                                                                      | 318, 325                  | 43, 45         | 2021        |             |         |
| 177. | Aniołki                                | al. Zwycięstwa, Park Steffensa | pojedyncze drzewo     | buk zwyczajny odm. zwisająca                                                            | 282                       | 15             | 2021        |             |         |
| 178. | Aniołki                                | al. Zwycięstwa, Park Steffensa | grupa drzew           | sosna wejmutka, buk zwyczajny odm. zwisająca, buk odm. czerwonolistna                   | 200, 237, 261             | 21, 8, 21      | 2022        |             |         |
| 179. | Aniołki                                | al. Zwycięstwa, Park Steffensa | pojedyncze drzewo     | klon jawor odm. Leopolda                                                                | 178                       | 15             | 2022        |             |         |
| 180. | Aniołki                                | al. Zwycięstwa, Park Steffensa | pojedyncze drzewo     | klon francuski                                                                          | 121/89                    | 6,5            | 2022        |             |         |
| 181. | Aniołki                                | al. Zwycięstwa, Park Steffensa | pojedyncze drzewo     | leszczyna turecka                                                                       | 286                       | 16,5           | 2022        |             |         |
| 182. | Kokoszki                               | ul. Smęgorzyńska | aleja                 | aleja 35 dębów bezszypułkowych "Aleja Smęgorzyńska"                                     | od 109 do 360             | od 10,5 do 24  | 2023        |             |         |
| 183. | Strzyża                                | ul. B. Chrzanowskiegi/L. Różyckiego | grupa drzew           | 2 platany                                                                               | 251 i 333                 | 19 i 19        | 2023        |             |         |
| 184. | Żabianka-Wejhera-Jelitkowo-Tysiąclecia | ul. Pomorska okolice zbiornika Orłowska                                                                                                  | pojedyncze drzewo     | kasztanowiec zwyczajny                                                                  | 321                       | 19             | 2023        |             |         |
| 185. | Wrzeszcz Górny                         | zakończenie ul. Krętej | głaz narzutowy        | głaz granit                                                                             | 720                       | 1,25           | 2023        |             |         |
| 186. | Wrzeszcz Górny                         | ul. Smoluchowskiego las, skraju polany, nieopodal punktu widokowego Pogańska Górka                                                       | głaz narzutowy        | głaz granit                                                                             | 520                       | 0.9            | 2023        |             |         |
| 187. | Żabianka-Wejhera-Jelitkowo-Tysiąclecia | park Przymorze, przy historycznym pawilonie ogrodowym dawnego dworu                                                                      | pojedyncze drzewo     | lipa krymska                                                                            | 227                       | 18             | 2023        |             |         |
| 188. | Żabianka-Wejhera-Jelitkowo-Tysiąclecia | ul. Pomorska w pobliżu odpływu Potoku Oliwskiego, przy historycznej młotowni                                                             | pojedyncze drzewo     | topola biała                                                                            | 340                       | 31             | 2023        |             |         |
| 189. | Oliwa                                  | ul. Polanki 5, przy ulicy | pojedyncze drzewo     | lipa drobnolistna                                                                       | 306                       | 12             | 2024        |             |         |
| 190. | Aniołki                                | Park im. Daniela Gralatha | pojedyncze drzewo     | sosna wejmutka                                                                          | 219                       | 18             | 2024        |             |         |
| 191. | Ujeścisko-Łostowice                    | Wzgórze Luizy, ul. Niepołomicka | pojedyncze drzewo     | buk zwyczajny                                                                           | 485                       | 24             | 2024        |             |         |
| 192. | Ujeścisko-Łostowice                    | Wzgórze Luizy, ul. Niepołomicka | pojedyncze drzewo     | buk zwyczajny                                                                           | 345                       | 23             | 2024        |             |         |
| 193. | Wrzeszcz Dolny                         | ul. Waryńskiego 37A | pojedyncze drzewo     | lipa drobnolistna                                                                       | 226                       | 16,5           | 2024        |             |         |
| 194. | Wrzeszcz Górny                         | Park Dolina Królewska | pojedyncze drzewo     | jesion wyniosły z bluszczem                                                             | 310                       | 18             | 2024        |             |         |
| 195. | Aniołki                                | Park im. Daniela Gralatha | pojedyncze drzewo     | jesion wyniosły                                                                         | 420                       | 24             | 2024        |             |         |
| 196. | Osowa                                  | ul. Chełmińska 131 | pojedyncze drzewo     | dąb szypułkowy                                                                          | 256                       | 16,5           | 2025        |             |         |
| 197. | Wrzeszcz Górny                         | ul. Grzegorza Piramowicza 1/2 | grupa drzew           | dąb szypułkowy buk zwyczajny                                                            | 375 395                   | 18,5 24,5      | 2025        |             |         |
| 198. | Strzyża                                | ul. Wita Stwosza/ul. al. Wojska Polskiego 39                                                                                             | pojedyncze drzewo     | dąb bezszypułkowy                                                                       | 349                       | 20             | 2025        |             |         |
| 199. | Aniołki                                | ul. Dębinki 1, Biblioteka Główna Gdańskiego Uniwersytetu Medycznego                                                                      | pojedyncze drzewo     | dąb bezszypułkowy                                                                       | 408                       | 26             | 2025        |             |         |

## Lista zniesionych pomników przyrody
| Nr  | Dzielnica/Osiedle         | Lokalizacja                                                                                              | Forma             | Nazwa                                   | Obwód przy odwołaniu [cm] | Rok uznania | Rok zniesienia | Nr rejestru | Zdjęcie |
| 1.  | Oliwa                     | ul. Polanki 125, przy stawie, przed I Dworem                                                             | pojedyncze drzewo | topola biała                            | b.d.                      | 1962        | 2010           | 124         |         |
| 2.  | Wrzeszcz Górny            | las komunalny oddz. 48i, przy drodze do stacji przekaźnikowej                                            | pojedyncze drzewo | buk zwyczajny                           | 330                       | 1980        | 2016           | 408         |         |
| 3.  | Oliwa                     | Leśnictwo Metamblewo oddz. 124a, przy Kleszej Drodze, 1 km N od ul. Slowackiego, przy niebieskim szlaku  | pojedyncze drzewo | buk zwyczajny                           | 344                       | 1984        | 2016           | 508         |         |
| 4.  | Brętowo                   | Leśnictwo Matemblewo oddz. 146a, 250 m na W od osiedla Niedźwiednik, w dnie doliny przy drodze gruntowej | pojedyncze drzewo | sosna zwyczajna                         | 368                       | 1995        | 2016           | 924         |         |
| 5.  | Wrzeszcz Górny            | las komunalny oddz. 47c                                                                                  | pojedyncze drzewo | buk zwyczajny                           | 328                       | 1981        | 2017           | 426         |         |
| 6.  | VII Dwór                  | ul. Polanki 117, na terenie szpitalnym, przy V Dworze                                                    | grupa drzew       | buk zwyczajny                           | 330, 260                  | 1979        | 2020 i 2024    | 388         |         |
| 7.  | VII Dwór                  | ul. Polanki 117, na terenie szpitalnym, za V Dworem                                                      | pojedyncze drzewo | buk zwyczajny                           | 285                       | 1979        | 2024           | 389         |         |
| 8.  | VII Dwór                  | ul. Polanki 117, na terenie szpitalnym, przy V Dworze                                                    | pojedyncze drzewo | Modrzew europejski porośnięty bluszczem | 274                       | 1979        | 2024           | 391         |         |
| 9.  | Wrzeszcz Górny            | ul. Jaśkowa Dolina 44                                                                                    | pojedyncze drzewo | buk zwyczajny odm. czerwona             | 320/330                   | 1984        | 2024           | 500         |         |
| 10. | VII Dwór                  | ul. Polanki 117, przy boisku                                                                             | pojedyncze drzewo | świerk pospolity                        | 309                       | 1984        | 2024           | 505         |         |
| 11. | Wrzeszcz Górny            | ul. Wassowskiego, na skarpie powyżej ulicy                                                               | pojedyncze drzewo | buk zwyczajny wielopienny               | 500                       | 1988        | 2024           | 577         |         |
| 12. | Aniołki                   | al. Zwycięstwa, park Steffensa, przy hali sportowej PG od strony torów                                   | pojedyncze drzewo | buk zwyczajny odm. czerwonolistna       | 415                       | 1989        | 2024           | 600         |         |
| 13. | Oliwa                     | ul. Bytowska, przy potoku Oliwskim, obok zabytkowej kuźni wodnej                                         | pojedyncze drzewo | świerk pospolity obrośnięty bluszczem   | 265                       | 1990        | 2024           | 752         |         |
| 14. | Oliwa                     | ul. Grunwaldzka 529, park i posesja przy Stawie Młyńskim                                                 | pojedyncze drzewo | modrzew europejski                      | 342                       | 1992        | 2024           | 829         |         |
| 15. | Przymorze Małe            | róg ul. Subisława i Beniowskiego                                                                         | pojedyncze drzewo | wierzba biała największa w mieście      | 700                       | 2000        | 2024           | 1094        |         |
| 16. | Orunia-Św. Wojciech-Lipce | park Oruński, przy mostku, pomiędzy stawem a potokiem                                                    | pojedyncze drzewo | Buk zwyczajny                           | 260 lub 290               | 2000        | 2024           | 1100        |         |
| 17. | Śródmieście               | ul. Powstańców Warszawskich, naprzeciwko szpitala, na skarpie za przystankiem autobusowym                | pojedyncze drzewo | topola czarna                           | 400                       | 1980        | 2025           | 413         |         |